# Klompenindustrie

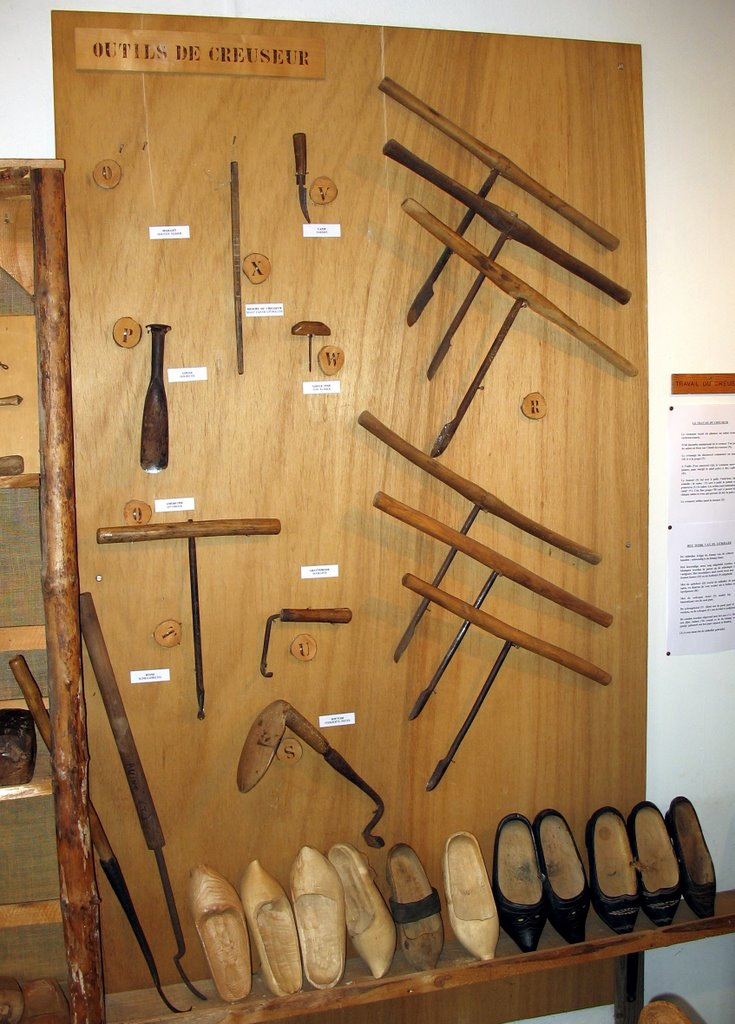
Gereedschappen van een ambachtelijke klompenmaker

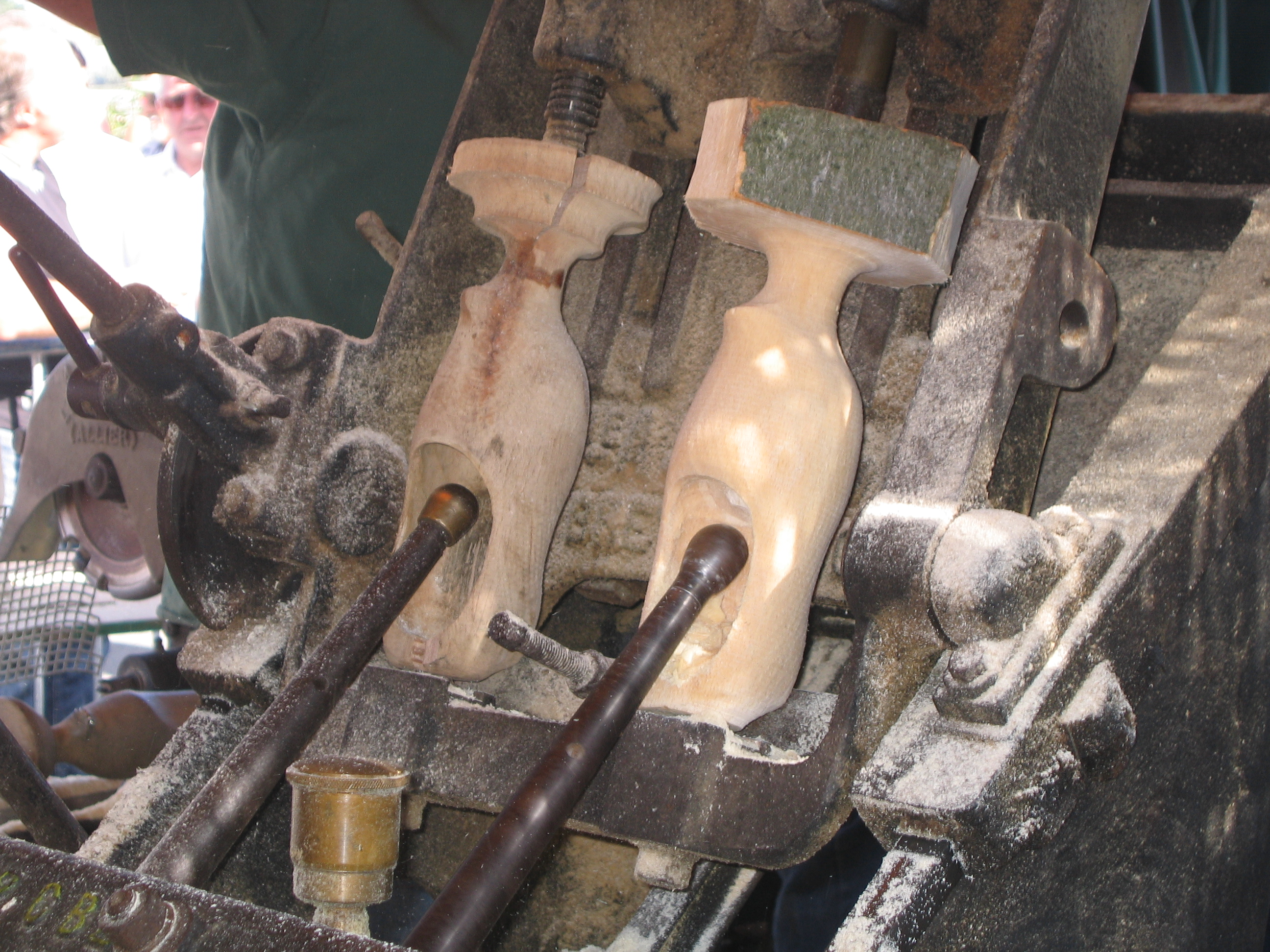
Klompenmachine

De klompenindustrie is een bedrijfstak die gericht is op het vervaardigen van houten klompen.
Klompen werden gewoonlijk uit populierenhout vervaardigd, en de wat duurdere soorten ook uit iepenhout of wilgenhout. De klomp was tot omstreeks 1890 het schoeisel voor de minder draagkrachtige mensen. Als werkschoen hadden ze bovendien belangrijke voordelen boven leren schoeisel. Ze werden aanvankelijk door klompenmakers op ambachtelijke wijze vervaardigd. Een klompenmaker kon op een werkdag van 12 uur hooguit 5 à 6 paar klompen vervaardigen. Dit maakte klompen tot een kostbaar bezit. Als ze stuk raakten werden ze gerepareerd door de delen weer samen te binden.
De klompenindustrie in Nederland is al oud. De oudst gevonden klomp ooit stamt uit 1230 en was gemaakt uit elzenhout. De bedrijfstak kende zijn hoogtepunt omstreeks 1890. Omstreeks deze tijd begon de schoenindustrie op te komen, waardoor lederen schoeisel een massaproduct werd dat sterk in prijs daalde. In het begin van de 20e eeuw werd de klompenmachine uitgevonden. Hierbij werd de klomp op mechanische wijze vervaardigd door gebruik te maken van een mal. De drijfkracht werd geleverd door een stoommachine en later door een elektromotor. Reeds in 1915 was er sprake van klompenmachines. Uiteindelijk konden deze (mits dubbelwerkend uitgevoerd) wel één paar klompen vervaardigen in 5 minuten tijd.
In de 20e eeuw kende de Nederlandse klompenindustrie nog enkele oplevingen tijdens de wereldoorlog, toen de grondstof voor leren schoenen schaars werd, en de invoer van klompen uit België tot staan kwam. In 1919 waren er nog 3.884 klompenbedrijven waar in totaal 8.396 mensen werkzaam waren. In 1942 waren er nog 1.827 ondernemingen waarvan er 596 over machines beschikten. Deze hadden 4.526 mensen in dienst. Er werden 5.550.000 paar klompen vervaardigd, waarvan 4.543.000 paar langs machinale weg. Ook werd toen in Sint-Oedenrode de Vakschool voor de Klompenmakerij geopend.
In 1949 waren er nog altijd meer dan 1.500 klompenmakerijen, geconcentreerd in de streek ten zuiden van 's-Hertogenbosch (Liempde, Sint-Oedenrode, Best en omgeving), de zuidelijke Achterhoek en de grensstreek rond Clinge. Dit waren de streken waar ook veel populierenteelt bestond. De bedrijven waren voor 38% van een machine voorzien. In 1960 waren er nog 540 klompenbedrijven met 1.226 medewerkers, in 1968 ging het om 216 bedrijven met 738 medewerkers, in 1977 om 113 bedrijven met 475 medewerkers. Daarna nam het aantal bedrijven en de in deze bedrijven werkzame personen verder af.

## Heden
Het aantal klompenbedrijven is verder afgenomen en de meeste nog bestaande bedrijven hebben een museale en/of toeristische functie. De grootste klompenfabriek ter wereld, Nijhuis Klompen, staat momenteel in Beltrum. Hier worden door 40 medewerkers ongeveer 400.000 paar klompen per jaar geproduceerd en naast functionele klompen ("draagklompen") produceert men ook veel voor de souvenir- en relatiegeschenkenmarkt.

## Externe bron
- Klompenindustrie in de 20e eeuw